# Súper Goof
Supergoofy, Súper goof, Supertribi (Supergufy pronunciado en español) es un personaje del universo Disney. En las historietas el personaje Disney Goofy, posee una identidad secreta que es Supergoofy. Tuvo su propia serie en las décadas de los 60-80 y su propia serie de Comic books desde 1965 hasta 1984, con 74 números distintos. Super goof es también un episodio de la serie House of Mouse.

## Historia
Goofy es la personalidad secreta del Superhéroe de Patoburgo. 
Su primera publicación fue en "The Phantom Blot #2" de febrero de 1965, con guion de Del Connell y dibujos de Paul Murry. 
Supergoofy es el mejor amigo de Luchia, Pato Darwing, Brisa y Álex. Sus parientes son Max (hijo, solamente en "Goof Troop"), Gilberto (sobrino), Indiana Pipps (primo, solamente en tebeos italianos) Ophal Dizzy (tío), Effie (tía) y Mighty Knight(antepasado).
En su primera aparición en 1965, Goofy estaba en realidad soñando que era un superhéroe. Su aparición como superhéroe auténtico fue en el "Donald Duck #102" de julio de 1965 en la historia "All's Well that Ends Awful", por Connell y Murry. Su tercera aparición fue en "The Thief of Zanzipar" en su serie propia "Super Goof #1" octubre de 1965, algunos de sus enemigos fueron "the Phantom Blot", "Black Pete", "the Beagle Boys", "Emil Eagle", y "Mad Madam Mim".
Recientemente el personaje ha vuelto a ser publicado. Conoce al Pato Darwing y sus amigos en Darwing Duck's adventures of Tadeo Jones y aparece en un crossover con el Pato Darwing en Darwing Duck's adventures of Wreck-It-Ralph. 

Creado hacia la mitad de los sesenta, el personaje adquiría superpoderes cuando se bebió accidentalmente por primera vez una taza del supercombustible estupendo inventado por Eugenio Tarconi (Gyro Gearloose en la serie original) más tarde el efecto será pasajero necesitando nuevas dosis para la transformación. Después se estableció que eran unos cacahuetes especiales que crecían en su huerta y que Goofy guardaba en su sombrero. Los cacahuetes habían sido irradiados por la caída de un meteorito y se habían transmutado en los cacahuetes especiales. La historia era reconectada más adelante consiguiendo Goofy los cacahuetes especiales de un super héroe mexicano nombrado Super Señor, estos cacahuetes tenían su cepa madre en México, donde fueron cultivados por el héroe local llamado Super Señor.
los cacahuetes tenían solamente un efecto limitado y era difícil mantener la identidad secreta Goofy pues el efecto de los cacahuetes se pasaba repentinamente. El único que descubrió la identidad secreta de Súpergoofy sin embargo, fue su sobrino Gilberto. Gilberto encontró a Supergoofy momentos antes que el efecto de los cacahuetes desapareciese y cambiara a Goofy. Gilberto ensambló inmediatamente las aventuras de Súpergoofy con sus propias aventuras como Super Gilberto. el uniforme de Supergoofy consistía en una prenda interior, pijama o calzoncillos largos de invierno de cuerpo entero a la moda de 1850-1930 (longjohns de una pieza, con aberturas abotonadas para usar el inodoro), una capa que era una sabana anudada al cuello y el clásico sombrero de Goofy. El sombrero era amarillo intenso con una banda negra, la capa era azul intenso y el "longjohns" rojo intenso. En otras etapas el sombrerito sería verde con una banda negra y dos iniciales blancas trabadas entre ellas sobre el pecho: "SG"

### Argumento del capítulo de TV
Goofy siente que Clarabella no lo quiere y sale a la parte posterior del club a comer un montón de cacahuates en un plato y justo en ese momento un meteorito cae en su plato de cacahuates y cuando come una gran cantidad se transforma en el superhéroe súper Goofy y se vuelve la estrella voladora del show del ratón. Con eso todos admiran a Súper Goofy, porque por extraño que parezca no saben que es Goofy. Eso pone a Goofy celoso de sí mismo y decide no ser nunca más Super Goof y tira a la basura sus cacahuates radioactivos. Entonces Mickey ve un meteorito que destruirá el club y le pide a Goofy que llame a Super Goofy. Él se niega en principio, pero se da cuenta de que Clarabella está en peligro y se come el último cacahuete que había guardado en su camisa, transformándose y deteniendo el meteorito. Luego pregunta a Clarabella si quiere salir con él, pero ella le dice que Super Goof está lleno de peligros y que tiene cita con Goofy. Todos piensan que es Dumbo porque vuela y come cacahuates.